# Stefan Wiederkehr
Pour les articles homonymes, voir Wiederkehr.
Stefan Wiederkehr, né le 1er octobre 1966, est un joueur de squash représentant la Suisse. Il est champion de Suisse à trois reprises consécutives en 1993, 1994 et 1995.

## Palmarès

### Titres
- Championnats de Suisse : 3 titres (1993, 1994, 1995)